# Bicyclus goetzi
Bicyclus goetzi är en fjärilsart som beskrevs av Friedrich Thurau 1897. Bicyclus goetzi ingår i släktet Bicyclus och familjen praktfjärilar. Inga underarter finns listade i Catalogue of Life.